# Joel Jones
Joel Martin Jones Camacho (San Diego, 17 luglio 1981) è un ex cestista portoricano.

## Carriera
Con Porto Rico ha disputato i Giochi panamericani di Rio de Janeiro 2007.